# Dasycladaceae
Dasycladaceae es una de las dos familias de algas del orden Dasycladales.

## Géneros
- Batophora
- Bornetella
- Chlorocladus
- Cymopolia
- Dasycladus
- Halicoryne
- Neomeris
- Xainzanella